# 容積率
容積率（ようせきりつ）とは、敷地面積に対する建築延べ面積（延べ床）の割合のこと（建築基準法第52条）。指定容積率と基準容積率がある。道路等の公共施設の能力に対応した機能の維持と増進を図る狙いがある。

## 概要
1. 容積率は、都市計画で用途地域毎に50%～1300%の範囲で制限が定められている（指定容積率）。建築基準法上、原則として指定容積率を上回る延べ床面積の建物を建ててはならないことになっている。例えば、50坪の土地で容積率が200％の地域の場合、最大100坪（50坪×200%）の延べ床面積の建物（1階40坪、2階30坪、3階30坪のような）を建てることができる。
2. ただし、次のような場合はこの限りではない。 
  - 総合設計制度を利用して、公開空地を設けることを条件に容積率の割増を受ける場合など。
  - 1994年（平成6年）の建築基準法の改正により、集合住宅の共有部分や地下室の一定部分は、容積率の算定に含めないことができるようになった。
  - 駐車場や駐輪場では延べ面積の1⁄5 、住宅の地下室は住宅の用に供する部分の床面積の1⁄3は容積率算定に不算入となる。
3. 接面する前面道路の幅員が12m未満の場合、都市計画で定められた容積率以下に制限を受ける場合がある。住居系の用途地域では「道路幅×4⁄10」の数値、その他の用途地域（商業系・工業系）では「道路幅×6⁄10」の数値と、指定容積率を比較して、原則として低い方が適用される（基準容積率）。道路幅員の狭い、基盤整備の十分でない地域に高容積の建築物ができるのを抑えるための規定である。
  - 例：第1種中高層住居専用地域で、都市計画で指定された容積率が30⁄10（300%）、前面道路幅員が6mとする。→ 6m×4⁄10 ＝ 24⁄10（240%）＜ 30⁄10（300%）
  - 建築基準法の改正（2002年）後、自治体により異なった数値を用いる場合がある。特定行政庁が指定する住居系の用途区域では6⁄10、その他の用途地域では4⁄10や8⁄10になることもある。
4. 指定容積率の違う複数の地域にまたがって建物を建築する場合の容積率は、加重平均による。
5. 容積率による規制以外にも、第1種低層住居専用地域や第2種低層住居専用地域内の建築物の高さについては、斜線制限や日影規制などがある。

## ダウンゾーニング
過度の開発による人口増から環境悪化を抑制、適正な都市規模を維持し市街の質を確保するために、ダウンゾーニングという手法がある。ダウンゾーニング（downzoning）はアメリカで考案された、都市の成長管理政策の一つで、容積率を切り下げ新規の開発容量を抑える地区の指定または変更手法である。

## 未利用容積率
定められた容積率のうち、利用されていない余剰の容積率のこと。近年、日本でも未利用容積率を他の土地へ移転するための制度が導入された。

### 特例容積率適用区域制度
特例容積率適用区域制度とは、都市計画区域内のある一定の区域を定めて、その区域内の建築敷地の指定容積率の一部を、複数の建築敷地間で移転することができる制度である。この場合、一方の建築延べ面積は指定容積率を超過し、もう一方は指定容積率未満となるが、それらの合計延べ面積は現に定められている各敷地の指定容積率に対応する建築延べ面積の合計を超えることはできない。通称として、制度的には日本では「容積率移転」、アメリカでは「移転開発権」（TDR=Transferable Development Rights)、開発事業的には「空中権売買」と呼ばれる。
容積率の移転については、特定街区制度、地区計画制度、高度利用地区制度、一団地認定制度、総合的設計制度等によって、原則として隣接する建築敷地間で実質的に行うことができるが、特例容積率適用区域制度では、その区域内ならば隣接していない建築敷地間で実施できることが特徴である。ただし適用により交通やライフライン等に問題が生じないように地区全体の道路率や公共交通機関の整備率が極めて高い地区に限定される。また区域内の建築物の規模に極端なアンバランスが生じないように、都市マスタープランに適合しつつ、建物の高さの限度や敷地の最低限度を定めることがのぞましい。
この制度の最初かつ唯一の適用は、2002年に指定した東京都千代田区の「大手町・丸の内・有楽町地区特例容積率適用区域」である。東京都は東京駅周辺地区の都市開発・整備・保全を誘導し制御するために、大手町・丸の内・有楽町地区（116.7ヘクタール）に「特例容積率適用区域」及び「地区計画地区」を都市計画として定めて、この区域内では一定の制限（容積率や高さの上限等）のもとに東京都の許認可により、各建築敷地間で容積率の移転ができることとした。
そこでこの制度を活用して、JR東日本は東京駅丸の内側の赤レンガ駅舎（1914年建設、1947年修復）の復原的保全を行うこととした。赤レンガ駅舎を戦前の3階建てに復原しても、その建物規模は敷地の指定容積率に対応して建設可能な上限床面積に及ばないので、残余容積率相当分の床面積を分割して他の敷地に移転することで、保全の資金調達を図っている。2007年時点での容積率の移転先は、丸の内側の東京ビルディング・新丸ビル・丸の内パークビルディングと、八重洲側のグラントウキョウ等の各超高層ビルである。その移転先ビルにJR東日本の床を所有して経営し、あるいはそのビル所有者等に床を売却している。
なお容積率移転の手続きは、区域内で容積移転をする各建築敷地の土地権利者たちが同意書をつくって特定行政庁に申請し、特定行政庁は審査して都市計画的に問題がなければ、その移転容積率をその敷地の特例容積率として定める。日本では空中権売買取引に関する法律上の規定はされていないが、実際には容積減となる敷地に、容積増となる敷地の所有者が地役権を設定することにより、その対価として相当金額を支払うかたちをとっている。

## 関連用語
- 床面積
- 建築基準法
- 都市計画法
- 建ぺい率
- 建築面積
- 公開空地